# 庚醛
正庚醛，简称庚醛，分子式C7H14O。

## 性质
无色有果子香味油状液体。可燃。微溶于水，与乙醇、乙醚混溶。有害，长期接触可引起头晕，并能腐蚀皮肤。

## 制备
正庚醛为由蓖麻油制取10-十一烯酸时的副产物，由蓖麻酸甲酯在300°C裂解产生。用亚硫酸氢钠和碳酸钠提纯。

## 用途
用于合成香料、药物、橡胶制品，以及庚醇与庚酸酯等衍生物。